# Pteropus medius
Pteropus medius (раніше Pteropus giganteus) — вид рукокрилих, родини Криланових, другий в роду за розмірами після калонга.

## Опис
Зовнішність цього виду схожа на криланових в цілому, з великими очима, простими вухами, і без лицьових відмітин. Маса тіла коливається від 600 до 1600 гр, самці, як правило, більше, ніж від самиць. Розмах крил може варіюватися від 1,2 до 1,5 м, а довжина тіла в середньому 23 см. Представники роду Pteropus підтримують температуру тіла між 33 і 37 ° С, але повинні робити це за допомогою постійної активності. Голова від темно-коричневого до майже черного кольору, морда чорно-коричнева. Плечі й задня частина шиї темно-коричневий й низ від жовтуватого до червонувато-коричневого. Крила чорні.

## Середовище проживання
Країни поширення: Бангладеш, Бутан, Китай, Індія, Мальдіви, М'янма, Непал, Пакистан, Шрі-Ланка. Був записаний від рівня моря до висоти 2000 м над рівнем моря. Цей вид лаштує сідала у великих колоніях в сотні тисяч осіб на великих деревах в міських та сільських районах, поряд з сільськогосподарськими полями, ставками, на узбіччі дороги. 

## Звички
Ведуть нічний спосіб життя. Протягом дня ці тварини сплять, висячи вниз головою з крилами, загорнутими навколо себе. Харчуються широкою різноманітністю фруктів і квітів, як диких, так і культурних. Можуть подорожувати на великі відстані до 150 км від його сідала, вночі в пошуках м'ясистих плодів. Колонії зазвичай мають постійне сідало з одним або двома тимчасовими сідалами, в які колонія переходить в залежності від сезону та інших невідомих факторів.
Як типово для криланових, вид не має ехолокації, і покладається швидше на зір, ніж на слух для навігації. Через їх використання зору, вони ймовірно, комунікують крім звуків шляхом поз тіла. Тактильне спілкування важливе під час спаровування, а також між матерями та потомством. 
На час розмноження пари не утворюються. Самці захищають самиць зі свого сідала від вторгнення інших самців. Розмноження відбувається щорічно, спаровування — з липня по жовтень, пологи — з лютого по травень. Вагітність, як правило, триває від 140 до 150 днів, після чого від 1 до 2 криланеня народжується. Діти тримаються з боку матері протягом перших кількох тижнів життя. Статева зрілість для цього виду досягається приблизно в 1,5 років. Молодь навчається літати у близько 11-тижневому віці й віднімається від годування молоком у 5 місяців. Самці не беруть участь у батьківській опіці.
Найдовша тривалість життя особини цього виду в неволі була записана як 31 років, 5 місяців. Мало інформації доступно щодо тривалості життя в дикій природі.
Основними хижаками для цього виду є люди, змії й хижі птахи. Люди в деяких регіонах полюють на вид для їжі й у лікувальних цілях. Разом з іншими видами роду Pteropus, відіграє важливу роль в рознесенні насіння. Тварини можуть призвести до серйозних пошкоджень фруктових садів, і тому вважаються шкідниками в багатьох регіонах. Вони також можуть бути відповідальні за поширення хвороб.